# Ems (flod)
 For alternative betydninger, se Ems. (Se også artikler, som begynder med Ems)
Ems (nederlandsk: Eems) er en flod i det nordvestlige Tyskland og det nordøstlige Holland. Den løber gennem de tyske delstater Nordrhein-Westfalen og Niedersachsen og danner grænse mellem området Østfrisland i Tyskland og provinsen Groningen i Holland. Ems har en samlet længde på 371 km. 

## Geografi
Floden har sit udspring i den sydlige del af Teutoburgerskoven i Nordrhein-Westfalen. I Niedersachsen er den en relativt stor flod. Her er moseområdet Emsland kaldt op efter floden. I Meppen møder Ems sin største biflod, Hase. Den løber så nordover tæt på den hollandske grænse, og ind i Østfrisland. Nær Emden løber den ud i den hollandske bugt Dollart (som er en nationalpark) og løber som en tidevandsflod frem til byen Delfzijl.
Mellem Emden og Delfzijl danner Ems grænse mellem Holland og Tyskland, og har været emne for en lille strid mellem de to lande. Holland mener landegrænsen går i det geografiske center i flodmundingen, mens Tyskland hævder at grænsen går langs det dybeste område i floden som er nærmere Holland. Striden er dog aldrig kommet videre, end at begge parter er enige om, at de er uenige.
Forbi Delfzijl løber Ems ud i Vadehavet, en del af Nordsøen. De to sunde, som skiller den tyske ø Borkum fra naboøerne Rottumeroog (Holland) og Memmert (Tyskland), bliver kaldt Westerems og Osterems (Vest- og Øst-Ems).

## Turisme
Det går forskellige lange cykelruter langs og over Ems: 
- Ems Auen Weg
- Emsland Weg
- Hase Ems Weg

## Byer og kommuner langs Ems
- Hövelhof
- Steinhorst
- Westerwiehe
- Schöning
- Rietberg
- Rheda-Wiedenbrück
- Harsewinkel
- Warendorf
- Telgte
- Greven
- Emsdetten
- Rheine
- Salzbergen
- Emsbüren
- Lingen
- Geeste
- Meppen
- Haren
- Lathen
- Kluse
- Dörpen
- Lehe
- Aschendorf
- Tunxdorf
- Papenburg
- Weener
- Leer
- Jemgum
- Midlum
- Critzum
- Rorichum
- Gandersum
- Emden
- Knock
- Delfzijl

## Bifloder til Ems
- Wapelbach
- Dalke
- Lutter
- Axtbach
- Hessel
- Bever
- Werse
- Eltingmühlenbach
- Große Aa
- Hase
- Nordradde
- Leda
- Bever

## Ems i historien
Ems var kendt for flere forfattere i antikken: Plinius den Ældre i Naturhistorie (4.14), Tacitus i Annaler (Bok 1), Pomponius Mela (3.3), Strabon og Klaudios Ptolemaios, Geografi (2.10). Ptolemaios' navn for floden var Amisios Potamos, og på latinsk Amisius Fluvius. De andre benyttede det samme navn eller Amisia, Amasia eller Amasios. Man ved med stor sikkerhed, at dette er samme flod, fordi den altid er anført mellem Rhinen og Weser og var den eneste flod, som førte til Teutoburgerskoven. 
Amisius løb fra Teutoburgerskoven, der var hjemsted for stammen Cherusci med Bructeri og andre stammer i nærheden. Disse stammer var blandt de første frankere. Romerne var ganske interesseret i at indlemme dem i deres rige og byggede derfor en fæstning, Amisia, ved mundingen af Ems. Da floden var sejlbar for deres skibe, håbede de at møde stammerne i den øvre del af floden.
Omkring floden var der stort set kun moseområder, og romerne fandt ingen steder at gå i land. De kunne derfor ikke benytte de sædvanlige strategier og taktikker, som var udviklet af den romerske hær. De blev stoppet i slaget ved Teutoburgerskoven i år 9, og blev slået tilbage igen 6 år senere. Ems var en vej, som ikke førte til nogen by, og på grund af moserne kunne de heller ikke bygge broer over den. 
Bygning af kanaler i nyere tid har knyttet Ems til andre vandveje, hvilket har gjort den til en industriel hovedtransportvej.